# مينكيبيير إني
منخ إپي رع إني، (بالإنجليزية: Menkheperre Ini)‏. كان ملكًا مصريًا حكم فقط في طيبة في القرن الثامن قبل الميلاد بعد رودامون، آخر ملوك الأسرة الثالثة والعشرين.